# جمعية جمهورية صرب البوسنة الوطنية
جمعية جمهورية صرب البوسنة الوطنية (بالإنجليزية: National Assembly)‏   هي الهيئة التشريعية في جمهورية صرب البوسنة، وتتكون من 83  مقعداً، يقع المقر الرئيسي لها في بانيا لوكا.